# 生成物
生成物（せいせいぶつ、英: products）とは、化学反応によって生成される化学種のことである。化学反応において、反応物は高エネルギー遷移状態を経て、生成物に変換される。この過程で、反応物が消費される。反応は、自発的に起こる場合と、遷移状態のエネルギーを低減する触媒や、反応に必要な化学環境を提供する溶媒によって媒介される場合がある。化学反応式で表す場合、可逆反応であっても生成物は慣例的に右辺に描かれる。生成物のエネルギーなどの特性は、その反応が発エルゴン型か吸エルゴン型かなど、化学反応のいくつかの性質を決定するのに有効である。さらに、生成物の性質は、特に生成物が反応物とは異なる物質の状態である場合、化学反応後の抽出や精製を容易にすることができる。
| 自発的反応 {\displaystyle R\rightarrow P} - ここで、{\displaystyle R} は反応物、{\displaystyle P} は生成物である。 | 触媒反応 {\displaystyle R+C\rightarrow P+C} - ここで、{\displaystyle R} は反応物、{\displaystyle P} は生成物、{\displaystyle C} は触媒である。 |

化学研究の多くは、有益な生成物の合成と特性評価、望ましくない生成物の検出と除去に焦点が当てられている。合成化学者は、新しい化学物質を設計し、化学物質を合成する新しい方法を開拓する研究化学者と、化学物質の生産を拡大して、より安全で環境的に持続可能で、より効率的なものにするプロセス化学者に細分化される。生物によって作り出された生成物を分離し、その特性を評価する天然物化学の分野もある。

## 反応の傾向
化学反応の生成物は、反応のいくつかの側面に影響を及ぼす。生成物が反応物よりも低エネルギーである場合、その反応は過剰なエネルギーを放出し、発エルゴン反応となる。このような反応は熱力学的に有利であり、自然に起こる傾向がある。しかし、活性化エネルギーが十分に高い場合、反応が遅すぎて観察できないか、まったく起こらないこともある。大気圧下でのダイヤモンドからより低エネルギーのグラファイトへの変換がそうで、このような反応ではダイヤモンドは準安定とみなされ、グラファイトへの変換は観察されない。
生成物の化学エネルギーが反応物よりも高い場合は、反応を行うためにエネルギーを必要とするので、吸エルゴン反応となる。さらに、生成物が反応物よりも不安定であれば、レフラー・ハモンドの仮説によれば、遷移状態は反応物よりも生成物に近い構造と性質を持つ。ときには、生成物が反応物と大きく異なるため、反応後に容易に精製できる場合があり、たとえば、反応物が溶解したままで、不溶性の生成物が溶液から析出する。

## 歴史
19世紀半ば以降、化学者は化学製品を合成することにますます心を奪われるようになった。天然物化学者など、生成物の単離や特性評価に焦点を当てた学問は、化学の分野にとって依然として重要であり、合成化学者とともに彼らの貢献が合わさることで、今日の化学を理解するための多くの枠組みが生み出された。
化学合成の多くは、新薬の設計や創製、新しい合成的手法の発見など、新しい化学物質の合成に関心を持っている。2000年代初頭から、プロセス化学が化学合成の一分野として台頭してきた。合成化学を工業レベルに拡大し、そのプロセスをより効率的に、より安全に、より環境に配慮したものにする方法を見つけることに焦点を当てている。

## 生化学

ラクターゼ (酵素) による二糖類ラクトース (基質) から二つの単糖 (生成物) への変換反応

生化学においては、酵素は基質を生成物に変換する生体触媒として機能する。たとえば、酵素ラクターゼは、ラクトースを基質としてガラクトースとグルコースを生成する。
{\displaystyle S+E\rightarrow P+E}
- ここで、{\displaystyle S} は基質、{\displaystyle P} は生成物、{\displaystyle E} は酵素である。

### 生成物の乱雑性
酵素の中には、一つの基質が複数の異なる生成物に変換される酵素乱雑性という性質を示すものがある。これは、さまざまな異なる生成物に化学変化する高エネルギーの遷移状態を経由して反応が起こるときに発生する。

### 生成物の阻害
酵素の中には、その反応の生成物が酵素に結合し、活性が下がることで阻害されるものがある。これは、代謝経路を制御する負のフィードバックの一形態として、代謝の調節において重要である可能性がある。また、この効果を克服することで生成物の収量を増やすことができるため、バイオテクノロジーにおいても生成物阻害は重要である。

## 参考項目
- 化学反応 - ある化学物質が別の化学物質へ変化する過程
  - 基質 (化学) - 化学反応で他の反応物と反応して生成物を作る化学種
  - 試薬 - 化学反応を引き起こしたり、反応が生じたか調べるために系に加える物質
    - 前駆体 - ある化学物質が生成する前の段階の化合物

  - 触媒 - 特定の化学反応の速度を高める物質
  - 酵素 - 化学反応を促進することで生体触媒として機能するタンパク質分子
  - 生成物
    - 誘導体 - 類似の化合物から化学反応によって得られる化合物
- 化学平衡 - 化学反応で正反応と逆反応の速度が釣り合って、生成物と反応物の組成比に観察可能な変化がない状態
- 熱力学の第二法則 - 熱とエネルギーの相互変換に関する普遍的な経験に基づく物理法則